# Abraham Nava
Abraham Nava (Città del Messico, 23 gennaio 1964) è un ex calciatore messicano, di ruolo difensore.

## Palmarès

### Club

#### Competizioni nazionali
- Campionato messicano: 1

Pumas UNAM: 1991

#### Competizioni internazionali
- CONCACAF Champions' Cup: 1

Pumas UNAM: 1989